# Луције Афраније
Луције Афраније (умро 46. п. н. е.) је био римски политичар и војсковођа.

## Биографија
Афраније је рођен у скромној породици у Пиценуму, крају одакле је потицао и сам Помпеј. Њему, као и многе друге земљаке, је Помпеј касније био главни покровитељ. Афраније је 75. п. н. е. у Хиспанији учествовао под Помпејевом командом у рату против Серторија. За време Трећег митридатског рата је учествовао као легат у његовој војсци, те му је поверен надзор над новоосвојеном Јерменијом. Тамо је успешно одбио нападе партског краља Фрата III, а после помогао Помпеју да заузме Сирију.
По завршетку похода, Помпеј је године 61. п. н. е. истакао Афранија као свог конзулског кандидата. Афраније је, уз огромне количине новца потрошене на подмићивање и пропаганду, изабран, али се испоставио неспособним на конзулској дужности. Када је, после Помпеју службено предата Хиспанија као проконзуларна област, Помпеј је одлучио остати у Риму и препустио управљање својим помоћницима Марку Теренцију Варону и Афранију.
На почетку грађанског рата управо је Афраније од Хиспаније учинио једно од главних помпејевих упоришта. Тамо је Цезару пружао жесток отпор, али се код Илерде морао предати. Пуштен је на слободу под условом да више не диже оружје против Цезара, али је под страховитим притиском пријатеља и родбине то обећање прекршио и поновно се прикључио Помпеју, учествујући у бици код Фарсале. Након Помпејевог пораза Афраније је побегао у Африку, прикључивши се анти-цезаровској војсци Тита Лабијена. Цезар је тамо наредио својој војсци да га не заробљава. Након битке код Тапса је заједно с Фаустом Сулом покушао побећи у Хиспанију. Цезарови војници су га ухватили, али је приликом побуне убијен.

### Примарни
- Апијан, Bellum Civilis II
- Цезар, Bellum Civilis i - XXXVII-LXXXVII
- Цицерон, ad Att. i. XVI. XX
- Касије Дион XXXVII
- Хирције, Bello Afric. - XCV
- Плутрх- Помпеј; Серторије

### Секундарни
- Seager, Robin (2002). Pompey the Great (2nd изд.). Malden, MA: Blackwell Publishing. ISBN 978-0-631-22721-2.
- Bivar, A.D.H. "The Political History of Iran Under the Arsacids," in The Cambridge History of Iran (Vol 3:1), 21-99. Edited by Ehsan Yarshater. .

| Марко Валерије Месала Нигер и Марко Пупије Пизон Фруги Калпурније | Конзул Римске републике заједно са Квинт Цецилије Метел Целер 60. п. н. е. | Гај Јулије Цезар и Марко Калпурније Бибул |